# John Burnet
John Burnet (9 de diciembre de 1863 - 26 de mayo de 1928) fue un filólogo clásico escocés.

## Biografía
Burnet se educó en el Royal High School de Edimburgo, la Universidad de Edimburgo y el Balliol College de Oxford, recibiendo su título Master of Arts (M.A.) en 1887. De 1890 a 1915, fue miembro del Merton College de Oxford; fue profesor de latín en Edimburgo; de 1892 a 1926, fue profesor de griego antiguo en la Universidad de St. Andrews. En 1916 se hizo miembro de la Academia Británica. En 1909, se le ofreció la cátedra de griego en la Universidad de Harvard, la cual aceptó.
En 1894, se casó con Mary Farmer, hija del compositor ALEX Farmer (1835-1901), la cual escribió el prefacio a una colección de ensayos publicados tras la muerte de Burnet, Essays and Addresses.
Se conoce a Burnet sobre todo por sus trabajos sobre Platón; en particular, su teoría de que el retrato de Sócrates en todos los diálogos de Platón es históricamente correcto, y de que las posiciones filosóficas peculiares del propio Platón sólo se encuentran en los llamados diálogos de vejez. Burnet sostenía también que Sócrates estaba estrechamente ligado a la tradición filosófica griega anterior, actualmente conocida en general como filosofía presocrática: Burnet creía que, en su juventud, Sócrates había sido discípulo de Arquelao, miembro de la escuela de Anaxágoras (Burnet, 1924, p. VI).
La obra filológica de Burnet sobre Platón todavía se lee extensamente, y sus ediciones se han considerado regulativas durante cien años. Sus comentarios sobre el Eutifrón, la Apología, el Critón y el Fedón también siguen siendo usados y respetados por los estudiosos. Myles Burnyeat, por ejemplo, dice que la edición de Burnet Plato: Euthyphro, Apology of Socrates, Crito es «la edición todavía no superada».

## Pensamiento
Burnet es conocido también, por la exposición de su teoría al respecto de la concepción milagrosa de la filosofía en la Grecia antigua. Según esta, la filosofía nacería sin pasado y de forma abrupta rompiendo con la historia gracias a la inteligencia racional de los griegos.
De esta forma expone la teoría de Burnet Jean-Pierre Vernant:

Burnet menciona la opinión corriente cuando señala a este respecto: "Los filósofos jonios han franqueado la vía que la ciencia, a partir de este momento, no ha tenido más que seguir". (...) Más que de un cambio de actitud intelectual, de una mutación mental, se trataría de una revelación decisiva y definitiva: el descubrimiento de la razón. Es por lo que sería vano escudriñar en el pasado los orígenes del pensamiento racional. El verdadero pensamiento no podría tener otro origen que él mismo. Es exterior a la historia, que no puede explicar en el desarrollo del espíritu sino los obstáculos, los errores y las ilusiones sucesivas. Tal es el sentido del milagro griego: a través de la filosofía de los jonios, se reconoce, encarnándose en el tiempo, la Razón intemporal.
 Jean-Pierre Vernant

## Obras

### Obras principales
- Early Greek Philosophy.  Londres y Edimburgo, A. y C. Black, 1892.  4ª edición, 1930.
- Greek Philosophy: Thales to Plato. Londres, MacMillan, 1920.
- Platonism.  Berkeley, University of California Press, 1928.
- Higher Education and the War, 1917.
- Essays and Addresses, 1930, incluye unas memorias de Godfrey Rathbone Benson.

### Ediciones a cargo de Burnet
- The Ethics of Aristotle.  Londres, Methuen, 1900.
- Platonis Opera: Recognovit Brevique Adnotatione Critica Instruxit (como Ioannes Burnet). Oxford, Oxford Classical Texts, 1900–1907.
- Plato: Phaedo. Oxford, Clarendon, 1911.
- Plato: Euthyphro, Apology of Socrates, Crito. Oxford, Clarendon, 1924.

## Literatura secundaria
- The Dictionary of British Classicists, ed. Robert Todd, Bristol, Thoemmes Continuum, 2004.